# Stellaria decipiens
Stellaria decipiens är en nejlikväxtart som beskrevs av Joseph Dalton Hooker. Stellaria decipiens ingår i släktet stjärnblommor, och familjen nejlikväxter. Utöver nominatformen finns också underarten S. d. angustata.